# Павиний голуб
Павиний голуб — порода свійських голубів. Розводять павиного голуба як декоративного птаха. Свою назву вид отримав через хвіст, що дуже схожий до хвоста павича. Він характеризується віялоподібним хвостом, що складається з 30-40 пір'я, що аномально більше, ніж у більшості представників родини голубових, які зазвичай мають від 12 до 14 пір'я.

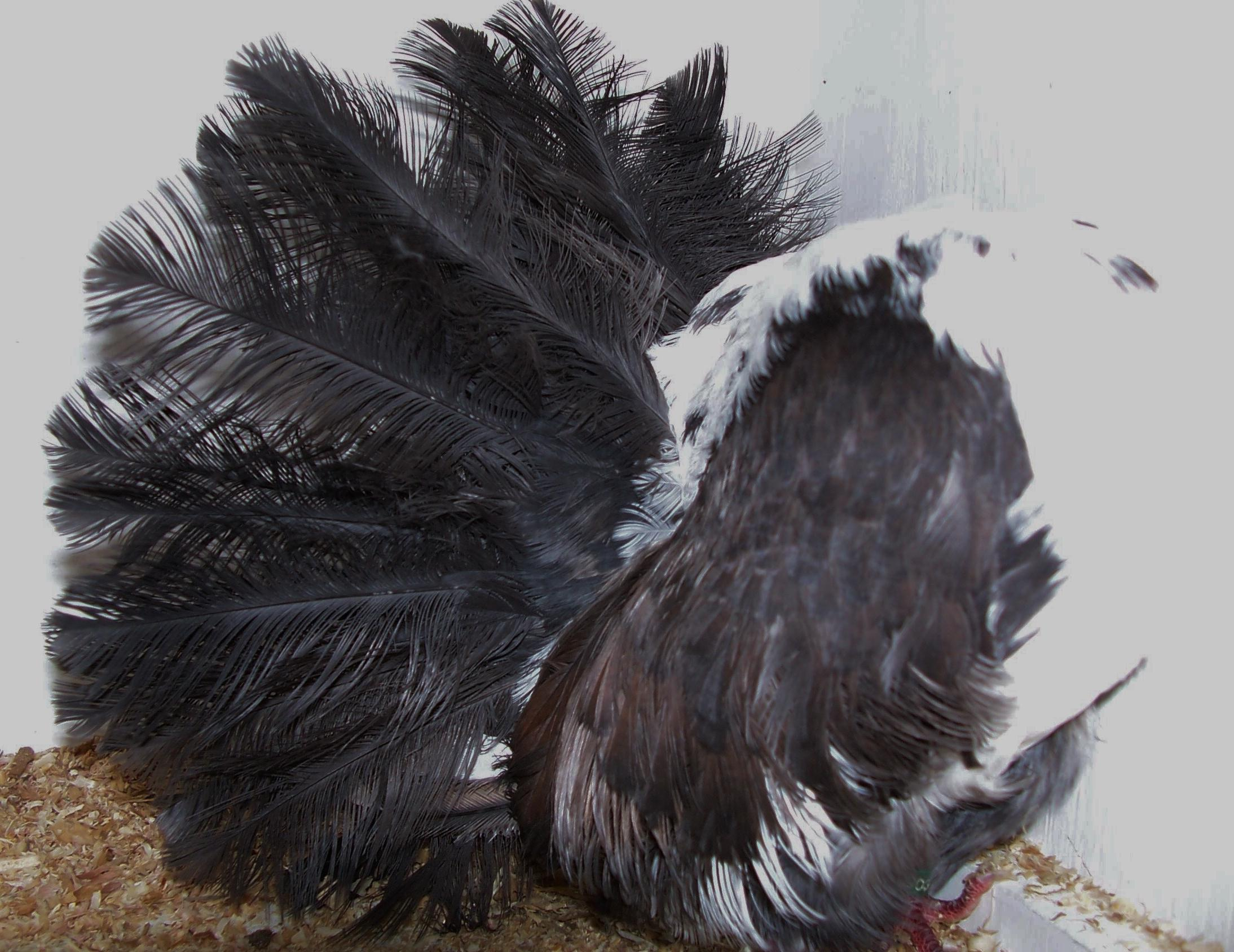
Павиний голуб з мутацією Silky

Існує мутація пера під назвою Silky, яка надає цікавий ефект мережива пір'ям хвоста павиного голуба.